# Eliana Bouchard
Eliana Bouchard (Rorà, 24 marzo 1951) è una scrittrice italiana.

## Biografia
Nata a Rorà, piccolo comune in Provincia di Torino, vive e lavora a Roma. Ha una sorella, Daniela, ed un fratello, Marco Bouchard.
Ha esordito nel 2007 con il romanzo storico Louise: canzone senza pause incentrato sul personaggio di Louise de Coligny, aggiudicandosi il Premio Rapallo nella sezione Opera Prima, arrivando finalista al Premio Campiello e vincendo il Premio Calabria.

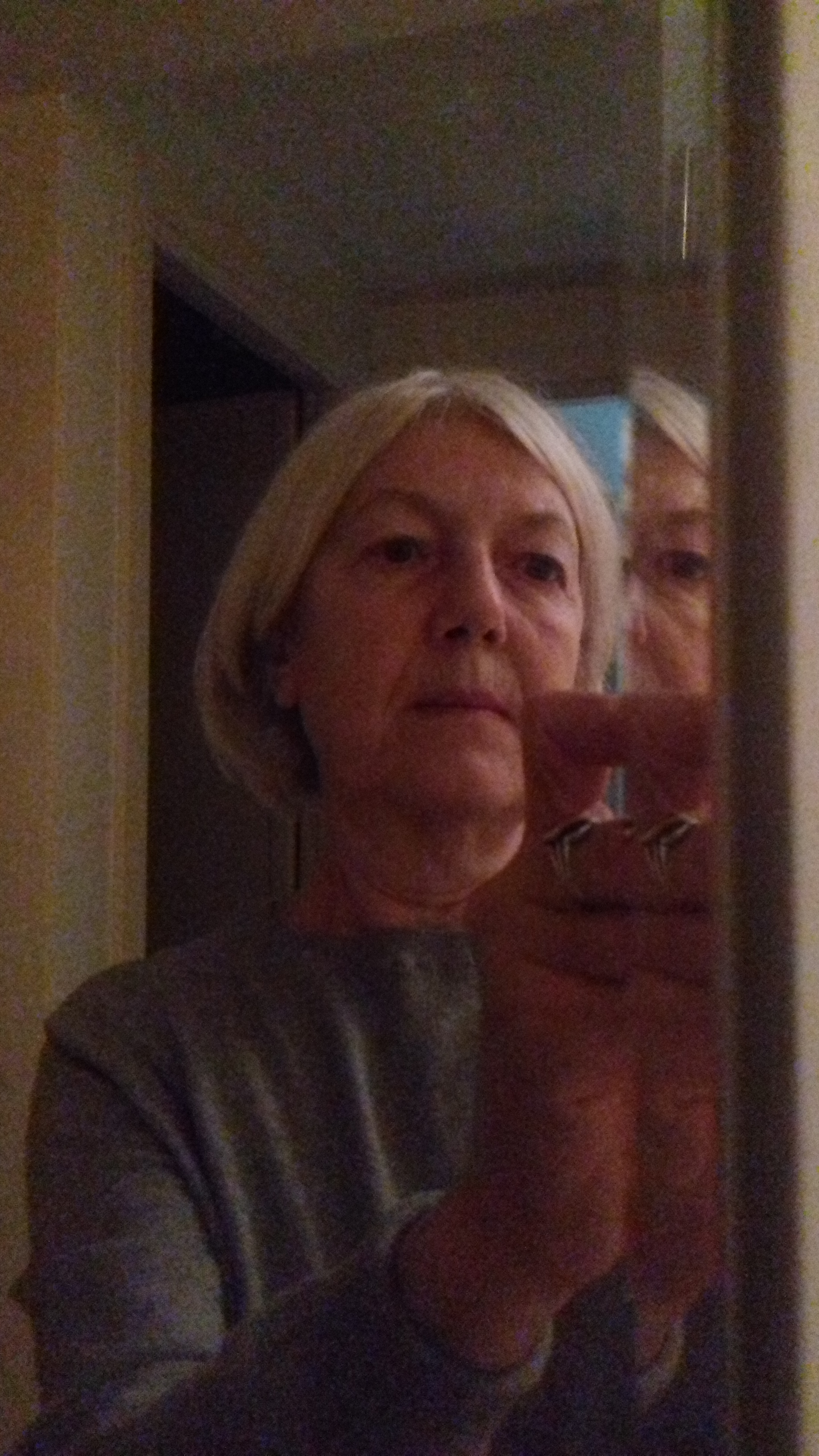
Eliana Bouchard nel 2018

È membro del comitato editoriale del mensile L'Indice dei libri del mese di cui è stata caporedattore dal 1984 al 1996. Ha pubblicato al 2018 altri due romanzi per la casa editrice Bollati Boringhieri.
Dal 2013 è redattore capo di "Protestantesimo", rivista della Facoltà valdese di Teologia.

## Opere

### Romanzi
- Louise: canzone senza pause, Torino, Bollati Boringhieri, 2007 ISBN 978-88-339-1816-7.
- La mia unica amica, Torino, Bollati Boringhieri, 2013 ISBN 978-88-339-2396-3.
- La boutique, Torino, Bollati Boringhieri, 2018 ISBN 978-88-339-2945-3.

### Curatele
- La battaglia di Mosca: 1941, Roma, Il Manifesto, 1993
- Il crollo di Wall Street: 1929, Roma, Il Manifesto, 1993
- La fondazione della Cgil: 1906, Roma, Il Manifesto, 1993
- L' incidente di Sarajevo del 1914, Roma, Il Manifesto, 1993
- Il maccartismo: 1950, Roma, Il Manifesto, 1993
- I primi 100 giorni di Hitler: 1933, Roma, Il Manifesto, 1993
- I primi 100 giorni di Roosevelt: 1933, Roma, Il Manifesto, 1993
- La Rivoluzione russa del 1905, Roma, Il Manifesto, 1993
- Le rivoluzioni sconfitte 1919/20, Roma, Il Manifesto, 1993
- Il voto alle donne: 1918, Roma, Il Manifesto, 1993